# トーリ・エドワーズ
トーリ・エドワーズ（Torri Edwards、1977年1月31日 - ）は、アメリカ合衆国の陸上競技選手。
2003年世界陸上選手権において、100mでの金メダルを含め、3つのメダルを獲得した選手である。
2000年シドニーオリンピック4x100mリレーで銅メダルを獲得するが、チームメートのマリオン・ジョーンズのドーピングによりメダルを剥奪された。しかしスポーツ仲裁裁判所が2010年7月16日に失格処分は無効と裁定し、剥奪は撤回された。
その後アテネオリンピックの代表になっていたが、今度は自らのドーピングが発覚。代表から外され2年間の出場停止になった。

## 記録
- 100m　10秒78　（2008年6月28日）
- 200m　22秒28　（2003年7月11日）

## 主な成績
| 年   | 大会                               | 場所                       | 種目         | 結果 | 記録    |
| ---- | ---------------------------------- | -------------------------- | ------------ | ---- | ------- |
| 2000 | オリンピック                       | シドニー(オーストラリア)   | 4×100mリレー | 3位  | 42.20秒 |
| 2000 | IAAFグランプリファイナル           | ドーハ(カタール)           | 100m         | 6位  | 11秒54  |
| 2003 | 世界室内陸上選手権                 | バーミンガム(イギリス)     | 60m          | 3位  | 7秒17   |
| 2003 | 世界陸上選手権                     | パリ(フランス)             | 100m         | 1位  | 10秒93  |
| 2003 | 世界陸上選手権                     | パリ(フランス)             | 200m         | 2位  | 22秒47  |
| 2003 | IAAFワールドアスレチックファイナル | モンテカルロ(モナコ)       | 200m         | 3位  | 22秒58  |
| 2003 | IAAFワールドアスレチックファイナル | モンテカルロ(モナコ)       | 100m         | 3位  | 11秒06  |
| 2004 | 世界室内陸上選手権                 | ブダペスト(ハンガリー)     | 60m          | 4位  | 7秒16   |
| 2006 | IAAFワールドアスレチックファイナル | シュトゥットガルト(ドイツ) | 100m         | 2位  | 11秒06  |
| 2006 | IAAF陸上ワールドカップ             | アテネ(ギリシャ)           | 100m         | 2位  | 11秒19  |
| 2007 | 世界陸上選手権                     | 大阪(日本)                 | 100m         | 4位  | 11秒05  |
| 2007 | 世界陸上選手権                     | 大阪(日本)                 | 200m         | 4位  | 22秒65  |
| 2008 | オリンピック                       | 北京(中華人民共和国)       | 100m         | 8位  | 11秒20  |
| 2008 | IAAFワールドアスレチックファイナル | シュトゥットガルト(ドイツ) | 100m         | 5位  | 11秒22  |